# Hermodoro de Éfeso
Hermodoro (en griego: Ἑρμόδωρος), un efesio que vivió en el siglo IV a. C., fue miembro original de la Academia de Platón y estuvo presente en la muerte de Sócrates. Se dice que hizo circular las obras de Platón (que combinó los principios socráticos con el eleatismo de Parménides), y que las vendió en Sicilia. El propio Hermodoro parece haber sido filósofo, pues conocemos los títulos de dos obras que se le atribuyeron: Sobre Platón (en griego: Περὶ πλάτωνος) y Sobre matemáticas (en griego: Περὶ μαθημάτων).

A.E .Taylor dice:
Hermodoro, miembro original de la Academia de Platón, afirmó que por el momento los amigos de Sócrates se sintieron en peligro justo después de su muerte, y que Platón en particular, con otros, se retiró por un tiempo a la ciudad vecina de Megara bajo la protección de Euclides de esa ciudad, filósofo que estuvo entre los amigos extranjeros presentes en la muerte de Sócrates y combinó ciertos postulados socráticos con el eleatismo de Parménides.